# Syzygium mishmiense
Syzygium mishmiense är en myrtenväxtart som beskrevs av Debabarta Chatterjee.
Syzygium mishmiense ingår i släktet Syzygium och familjen myrtenväxter. Artens utbredningsområde är Arunachal Pradesh. Inga underarter finns listade i Catalogue of Life.